# When Johnny comes marching home

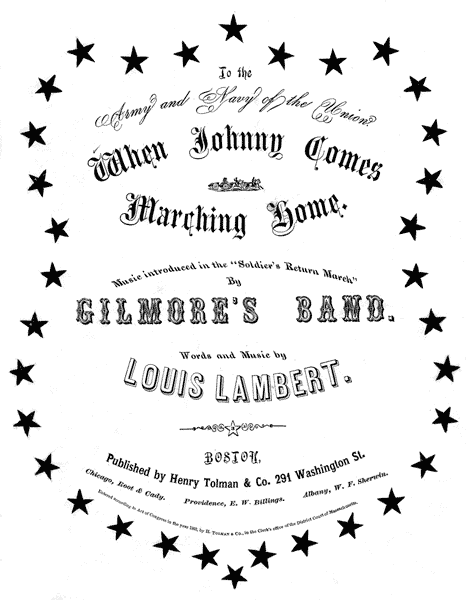
Voorpagina van de bladmuziek uit 1863

When Johnny comes marching home (ook: When Johnny comes marching home again) is een lied uit de Amerikaanse Burgeroorlog dat als thema het verlangen heeft van de mensen naar de terugkeer van hun vrienden en familie die in de oorlog vochten.
Het pro-oorlogslied is gecomponeerd op de melodie van een Iers anti-oorlogslied, Johnny I Hardly Knew Ye, dat algemeen gezien wordt als origineel, hoewel er vóór When Johnny comes marching home geen gepubliceerde versie van was. Dezelfde melodie wordt gebruikt voor de kinderliedjes The Ants Go Marching One By One en The Animals Went in Two by Two.
De tekst, geschreven door de Iers-Amerikaanse componist Patrick Gilmore, werd aangepast ten opzichte van het origineel, waarin Johnny blind en kreupel thuiskwam bij de vrouw die hij verlaten had om het leger in te gaan.

## Tekst
When Johnny comes marching home again,

Hurrah! Hurrah!

We'll give him a hearty welcome then

Hurrah! Hurrah!

The men will cheer and the boys will shout

The ladies they will all turn out

And we'll all feel gay,

When Johnny comes marching home.
The old church bell will peal with joy

Hurrah! Hurrah!

To welcome home our darling boy

Hurrah! Hurrah!

The village lads and lassies say

With roses they will strew the way,

And we'll all feel gay

When Johnny comes marching home.
Get ready for the Jubilee,

Hurrah! Hurrah!

We'll give the hero three times three,

Hurrah! Hurrah!

The laurel wreath is ready now

To place upon his loyal brow

And we'll all feel gay

When Johnny comes marching home.
Let love and friendship on that day,

Hurrah, hurrah!

Their choicest treasures then display,

Hurrah, hurrah!

And let each one perform some part,

To fill with joy the warrior's heart,

And we'll all feel gay

When Johnny comes marching home

## Trivia
- De muziek van dit lied is met een andere tekst gebruikt door The Clash voor hun nummer English Civil War.
- De tekst van dit lied wordt gebruikt in het nummer I don’t love anyone (But you’re not just anyone) van Peter Doherty.
- Het lied wordt meermaals gebruikt in de film Dr. Strangelove or: How I Learned to Stop Worrying and Love the Bomb van Stanley Kubrick
- Het lied is ook gebruikt in de film Die Hard: With a Vengeance met Bruce Willis.
- Het gebruik van het woord gay in de songtekst heeft nog de oudere betekenis van "zorgeloos" "opgewekt"
- De muziek is ook gebruikt in een door jibjab gemaakte mini film over Barack Obama.
- De melodie wordt ook gebruikt door Pater Moeskroen in het nummer "Vannacht"
- Verschillende groepen voetbalsupporters zingen het nummer ook, met aangepaste tekst.
- In the film Antz zingen de mieren dit lied wanneer ze ten strijde trekken tegen de termieten.
- De Dropkick Murphys hebben ook een versie van Johnny I hardly knew ya gemaakt, welke staat op hun cd The Meanest of Times (2007).